# Булуггін ібн Мухаммад
Булуггін ібн Мухаммад (араб. بلكين بن محمد بن حماد; д/н — 1062) — 4-й султан держави Хаммадідів у 1055—1062 роках.

## Життєпис
Син Мухаммада і онук Хаммада, засновника династії. У 1055 році еміром Мухсіном спрямований на придушення заколоту свого дядька Юсуфа. Втім від двох арабів довідався, що Мухсін наказав його вбити. В результаті очолив заколот, повалив еміра і стратив його. Після цього оголошений новим володарем держави. За цим уклав союз з бедуїнським племен Бану-хілаль, що набуло значної ваги на півдні Іфрикії та в передньому Магрибі
1058 року наказав убити свого візира Джафара ібн Абу Руммана, який також був спадковим намісником Біскри. В результаті населення цього міста підняло повстання, яке жорстоко придушили.
1060 року, скориставшись боротьбою в Феському еміраті, став активно втручатися у внутрішні справи цієї держави. Водночас занепокоєння викликало захоплення Сіджильмаси Альморавідами. Емір спирався на підтримку північних племен санхаджа.
1062 року захопив Фес, встановивши там свою владу. Втім невдовзі внаслідок змови був вбитий під час повернення до столиці — в горах Тессали. Вбивство організував двоюрідний брат Ан-Насір, який отримав владу після смерті Булуггіна.